# Çormanlı
Çormanlı (armeniska: Garrnak’ar, Քառնաքար, K’arrnak’ar, Գառնաքար) är en ort i Azerbajdzjan.   Den ligger i distriktet Kəlbəcər Rayonu, i den centrala delen av landet, 290 km väster om huvudstaden Baku. Çormanlı ligger 964 meter över havet och antalet invånare är 124.
Terrängen runt Çormanlı är huvudsakligen lite bergig. Çormanlı ligger nere i en dal. Runt Çormanlı är det ganska glesbefolkat, med 27 invånare per kvadratkilometer.. Närmaste större samhälle är Vanklu, 3,2 km nordväst om Çormanlı. 
I omgivningarna runt Çormanlı växer i huvudsak blandskog.